# 島津隼彦
島津 隼彦（しまづ はやひこ、1879年〈明治12年〉8月31日 - 1936年〈昭和11年〉6月5日）は、日本の政治家、華族（男爵）。島津忠欽の次男で、母は島津忠冬の長女・巖。先妻は北郷久政（島津久本の子）の長女。後妻は戸沢正実の娘・よし。位階は従三位。勲等は勲四等。

## 略歴
鹿児島市生まれ。1896年（明治29年）9月に今和泉島津家の家督を父忠欽から譲られた。忠欽は今和泉家の籍に隼彦を残し、巌や隼彦の兄の雄五郎など他の子たち共々、祖父久光の家である玉里島津家の分家を新たに立て、また同年12月に男爵を叙爵。1898年（明治31年）、学習院に入った。1900年（明治33年）隼彦も男爵を叙爵した。1902年（明治35年）9月、帝国大学法科大学に入学した。しかし、1904年（明治37年）に退学した。1909年（明治42年）第百四十七銀行取締役に就任。
1911年（明治44年）7月10日、貴族院男爵議員に当選し、1918年（大正7年）7月9日まで1期在任した。

## 家系
- 父：島津忠欽（1845-1915）
- 母：巌（1845-1901）-島津忠冬娘
- 先妻：北郷いえ（1883-1910）-北郷久政の娘
  - 長女：貴美子 -（1906年1月-不明）- 鍋島滋（鍋島桂次郎の息子）の妻
  - 次女：恒子 -（1907年4月-不明）- 関重威の妻
  - 三女：富美子-（1908年10月-不明）- 祁答院重興の妻
  - 長男：忠親 （1910年3月-1945）
- 後妻：慶（1882-1915）-戸沢正実の娘
  - 四女：満 （1912年9月-不明）
  - 次男：久則 （1914年10月-不明）
- 妻：日高シモ - 鹿児島出身
  - 庶子：久治 （1907年12月-不明）
  - 庶子：久弘 （1918年11月-1949）
  - 庶子：久近 （1920年10月-1946）
  - 庶子：正子 （1922年1月-1945）
  - 庶子：光彦 （1923年1月-1945）
  - 庶子：明彦 （1925年9月-1944）
  - 庶子：重子 （1926年11月-不明）-藤安祥造の妻
  - 庶子：英彦 （1931-1992）

## 栄典
- 1900年（明治33年）5月9日 - 男爵[7]